# Ил-30
Ил-30 — разработанный в СССР прототип реактивного фронтового бомбардировщика со стреловидным крылом.

## История создания
В середине 1948 года, ещё до завершения постройки опытного образца Ил-28, коллектив конструкторского бюро С. В. Ильюшина приступил к проектированию нового реактивного бомбардировщика, способного обеспечить доставку 2 тонн бомб на расстояние 3,5 тысячи километров при максимальной скорости не менее 1000 км/ч.
Решение этой задачи основывалось на использовании, впервые в бомбардировочной авиации, стреловидной геометрии крыла, установке новых турбореактивных двигателей ТР-3, спроектированных конструкторским бюро под руководством А. М. Люльки, и применении других передовых разработок, в том числе в области вооружения, навигации, связи, обеспечении защиты экипажа.

После того, как было найдено решение большинства возникших при практической реализации проекта технических проблем, летом 1949 года был построен единственный опытный образец, получивший наименование Ил-30.
Экипаж состоял из четырёх человек: пилот, штурман и два стрелка. Весь экипаж был защищен броней. В случае аварийной ситуации пилот катапультировался из кабины вверх, а штурман и стрелки покидали самолёт через нижние аварийные люки.
Ил-30 был оснащен наиболее совершенным, на то время, пилотажно-навигационным оборудованием. Панорамный радиолокатор, радиотехническое, специальное оборудование, а также противообледенительная система и герметичные кабины экипажа позволяли эксплуатировать Ил-30 в любых метео условиях днем и ночью.

Наземные испытания прототипа начал в сентябре 1949 года лётчик-испытатель В. К. Коккинаки, который выполнил на самолёте несколько пробежек по взлётно-посадочной полосе аэродрома. Однако, проверить в полёте высокие расчётные характеристики Ил-30 не удалось: применение в его конструкции ряда новых технических решений потребовало проведения дополнительных теоретических и наземных экспериментальных исследований, связанных с оценкой прочностных и эксплуатационных характеристик тонкого стреловидного крыла на высоких скоростях, а также доработки нового двигателя ТР-3.

В связи с полученным правительственным заданием по срочной разработке вариантов и началу серийного производства самолёта Ил-28, а также проектированию опытного реактивного бомбардировщика Ил-46, к осени 1950 года все работы над прототипом Ил-30 были прекращены.

Воследствии схема Ил-30 была использована при проектировании первого сверхзвукового бомбардировщика Ил-54.

## Тактико-технические характеристики

### Технические характеристики

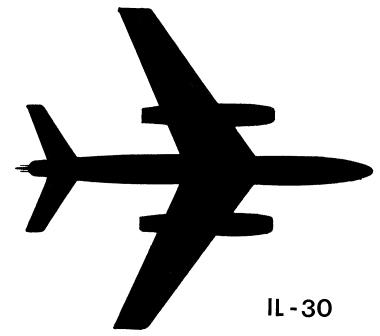
Силуэт Ил-30

- Экипаж: 4 человека (пилот, штурман-бомбардир, стрелок-радист, кормовой стрелок)
- Длина: 18 м
- Размах крыла: 16,5 м
- Площадь крыла: 100 м2
- Масса пустого: 22967 кг
- Масса снаряжённого: 32552 кг
- Максимальная взлётная масса: 37552 кг
- Двигатели: 2 x ТРД ТР-3
- Тяга: 2 x 46 кН

### Лётные характеристики
- Максимальная скорость:
  - у земли: 900 км/ч
  - на высоте: 1000 км/ч
- Крейсерская скорость: 850 км/ч
- Практическая дальность: 3500 км
- Практический потолок: 13000 м
- Нагрузка на крыло: 375,5 кг/м2
- Тяговооружённость: 0,24

### Вооружение
- Пушечное:
  - 2×23 мм пушки НР-23 (неподвижных) в носовой части фюзеляжа
  - 2×23 мм пушки НР-23 в верхней турели Ил-В12
  - 2×23 мм пушки НР-23 в кормовой турели Ил-К6
- Бомбовая нагрузка (во внутреннем бомбоотсеке):
  - нормальная: 2000 кг
  - максимальная: 4000 кг